# Тайванський похід
Тайванський похід (яп. 台湾出兵, たいわんしゅっぺい, тайван сюппей) — воєнна операція Японії протягом травня — червня 1874 року на острові Тайвань, що перебував під суверенітетом китайської династії Цін. Була реакцією на вбивства японських підданих тайванськими аборигенами. Японські війська захопили південь острова і вимагали від династії Цін взяти на себе відповідальність за вбивства. Завдяки посередництву Великої Британії Японія вивела свої війська в обмін на сплату китайцями репарацій.

## Короткі відомості
1871 року на Тайвані, що перебував під суверенітетом китайської династії Цін, стався дипломатичний інцидент. Місцеві аборигени племені пайвань з села Мудань убили за своїм звичаєм 54 японських рибалок з острова Міяко з Рюкюського архіпелагу, яких випадково прибило морем до південно-східного узбережжя Тайваню. Відповідальний за управління архіпелагом Рюкю Ояма Цунайосі, заступник голови префектури Каґосіма, доповів про інцидент японському центральному уряду, вимагаючи помсти, однак рішення у цій справі відклали.
1873 року стався другий подібний інцидент — тайванські аборигени напали на японський корабель з села Касіва префектури Окаяма, що зазнав аварії у тайванських водах, і забили на смерть 4 членів команди. Ця подія розлютувала японську громадськість. Японський посол в династії Цін, міністр закордонних справ Соедзіма Танеомі, звернувся до китайської сторони з вимогою відшкодувати збитки. У відповідь міністерство закордонних справ династії Цін, заявило, що хоча Тайвань належить Китаю, тайванські аборигени є південними варварами, які не визнають верховенства цінського імператора, тому останній не несе відповідальності за їхні дії.
Тим часом в Японії наростало суспільне невдоволення, спричинене політичною кризою, непопулярними реформами та спалахом Саґського повстання. Японський уряд вирішив скористатися торішніми інцидентами і здійснити каральний похід на Тайвань для зняття соціальної напруги всередині країни. В квітні 1874 року він розпочав підготовку для воєнної експедиції, призначив Імператорського радника Окуму Сіґенобу головою Тайванської удільної канцелярії, а генерал-лейтенанта Сайґо Цуґуміті — командиром військ цієї канцелярії. Однак невдовзі уряд зупинив приготування через протести послів Великої Британії та США, які заявили, що вторгнення на Тайвань «дестабілізує мир на Далекому Сході».
Незважаючи на міжнародний тиск, 3-тисячний контингент Імперської армії Японії під командуванням Цуґуміті самовільно вирушив на Тайвань, у зв'язку з чим японська влада була змушена визнати легітимність походу постфактум. 22 травня 1874 року японці зібрали свої війська в тайванському порту селища Шеляо і розпочали каральну акцію проти аборигенів пайвань. На 3 червня нападники окупували усю територію проживання цього племені. Бойові втрати японців становили лише 12 чоловік, але 561 солдат загинув від малярії.
Дії Імперської армії Японії викликали протест династії Цін, яка зажадала негайного виведення японських військ з території Тайваню. В серпні 1874 року посол Японії Окубо Тосіміті прибув до Китаю, де розпочав переговори із цінським міністром закордонних справ Цзунлі Яменєм. Через непримиренність сторін переговорний процес зайшов у глухий кут і лише за посередництва британського посла в Китаї Томаса Френсіса Вейда було знайдено компроміс. 31 жовтня Японія і Цін уклали тимчасовий мир, за яким японці виводили війська з Тайваню, а китайці виплачували контрибуції потерпілим японським морякам та родичам загиблих. Це був перший міжнародний договір, який визнавав за Японією суверенітет над архіпелагом Рюкю, оскільки потерпілі рюкюсці позиціювалися як піддані Японії.